# خورفي أوريلانا
خورفي أوريلانا، حكم كرة قدم أكوادوري دولي سابق. و قد حكم في كأس الخليج 1990، وأدار مباراة منتخب الكويت لكرة القدم ومنتخب عمان لكرة القدم في 24 فبراير 1990.

## عنه
احترف رسميآ في عام 1974، وبعد سبع سنوات، قام بالتحكيم في كأس ليبرتادوريس 1981 وكانت أول بطولة له كبطولة دولية لكرة القدم. لم يكن لديه مباريات بارزة على مستوى الأندية، ولكن في المنتخبات الوطنية شارك في كأس العالم تحت 17 سنة لكرة القدم 1987، و كأس العالم تحت 17 سنة 1991، و في 22 ديسمبر 1996، تقاعد، وتمكن حتى الآن من أن يكون الإكوادوري الوحيد الذي حكم لأكثر من 20 عاما .